# A Sucessora

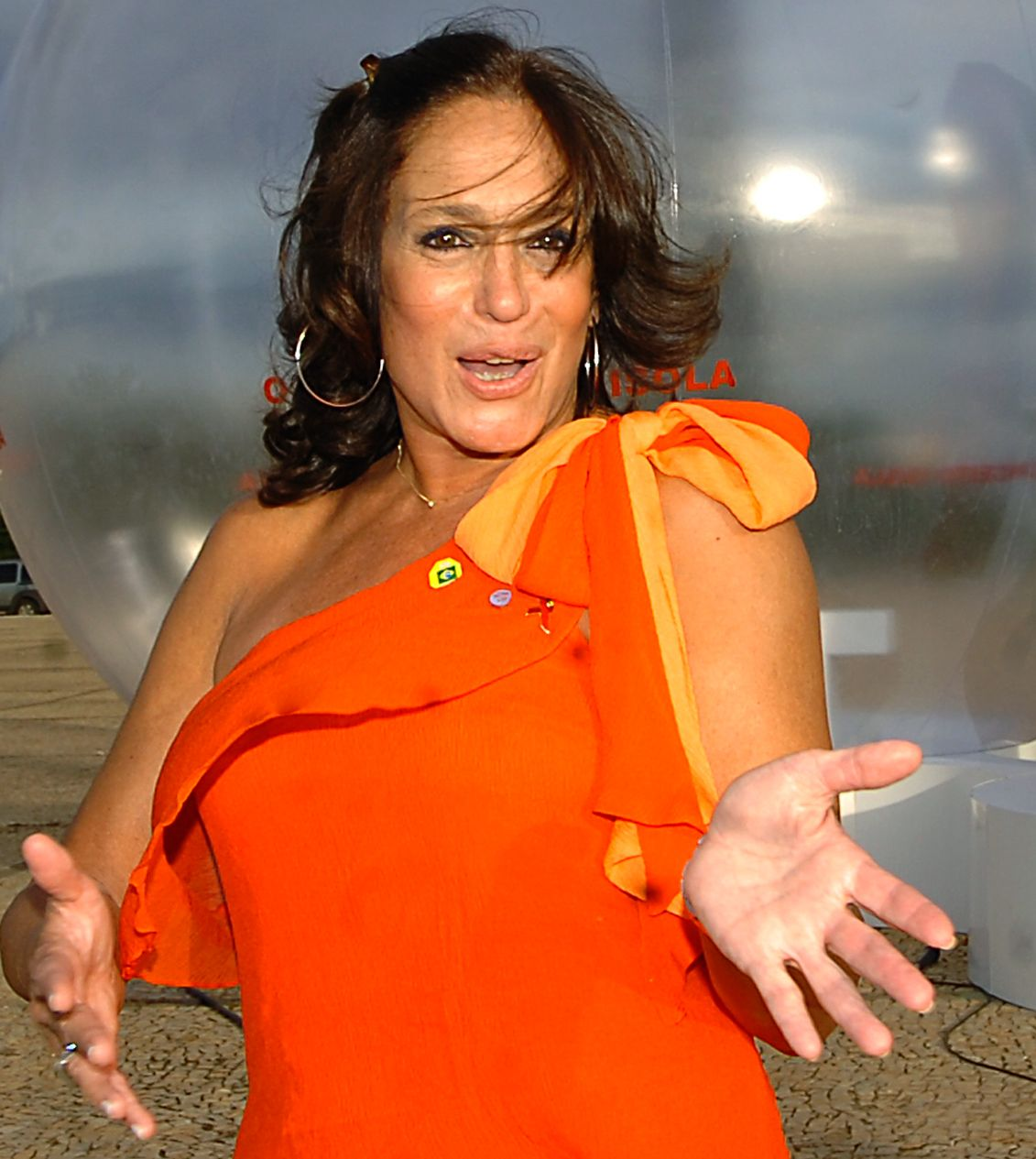
Susana Vieira interpretó el papel de Marina Steen.

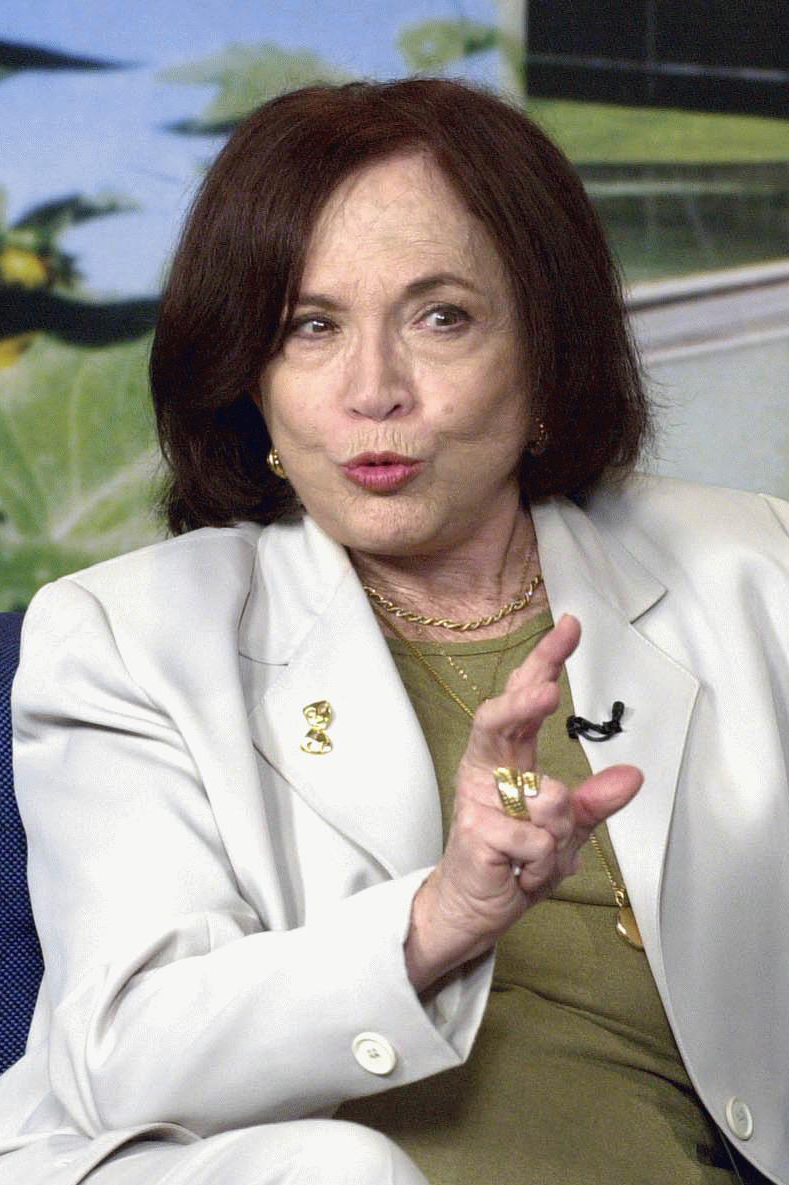
Nathalia Timberg interpretó el papel de Juliana.

A Sucessora (La sucesora en Hispanoamérica) fue una telenovela brasileña producida por Rede Globo y ambientada en la década de 1920. Fue una adaptación del libro homónimo de Carolina Nabuco, publicado en 1934, adaptada por Manoel Carlos y dirigida por Herval Rossano, Gracindo Júnior y Sérgio Mattar. Consta de 125 capítulos y fue protagonizada por Susana Vieira, Rubens de Falco y con la participación antagónica de Nathalia Timberg.

## Argumento
Roberto y Marina, una pareja de recién casados, tienen problemas de pareja debido al recuerdo de la exesposa de Roberto, Alice Steen (quien fue plasmada en un retrato). Después de su fallecimiento, aún su recuerdo perdura en quienes habitan toda la casa, especialmente en Juliana, sirvienta fiel a su antigua patrona y quien ve a Marina como una intrusa.

## Reparto
- Susana Vieira como Marina Steen.
- Rubens de Falco como Roberto Steen.
- Nathalia Timberg como Juliana.

## Banda sonora
- «Ontem ao Luar» - Fafá de Belém
- «Santa Maria» - Hermes Aquino
- «Odeon» - Nara Leão
- «Mal-me-quer» - Maria Creuza
- «Como Se Fosse» - Lucinha Araújo
- «Gadu Namorando» - Os Carioquinhas

## Abertura
Fue creada por Hans Donner, Sérgio Liuzzi e Nilton Nunes, mostrando una serie de fotografías de postales de la década de 1920, cedidas por la coleccionista Ismênia Dantas. 

## Curiosidades
- La telenovela tiene en común con la película Rebecca de Alfred Hitchcock, basada su vez del libro de Daphne du Maurier, quien lo escribió años después de A Sucessora de Carolina Nabuco.
- Fue vendida para más de cincuenta países, Hispanoamérica incluida.

## Versiones
En las adaptaciones que se realizaron de esta historia, Manoel Carlos añade una primera parte en donde la protagonista, y la primera esposa fallecida son hermanas idénticas, y suma el texto de A Sucessora como segunda parte. Además de que cada una de las versiones, está ambientada en una época diferente.
- En 1988, las cadenas colombianas RTI Televisión y Cadena Uno, realizaron una versión libre titulada La sombra de otra. Adaptada también por Manoel Carlos, dirigida por Alí Humar, y protagonizada por Celmira Luzardo y Diego Álvarez. La telenovela está ambientada en la época actual de entonces.
- La productora argentina Crustel S. A. realizó en 1991 para Canal 13, una versión titulada Manuela. Adaptada por Elena Antonietto, Jorge Hayes y Norberto Vieyra, producida por Marisol Crousillat, y protagonizada por Grecia Colmenares y Jorge Martínez. La telenovela está ambientada en la época actual de entonces.
- La productora peruana América Televisión realizó en 1999, una versión de esta historia titulada Isabella, mujer enamorada. Adaptada por Ana Montes, producida por José Enrique Crousillat, y protagonizada por Ana Colchero y Christian Meier. La telenovela está ambientada en la década de 1930.